# جيمس روجرز (اقتصادي)
جيمس روجرز (بالإنجليزية: Thorold Rogers)‏ (و. 1823 – 1890 م) هو اقتصادي، وسياسي، ومؤرخ بريطاني، ولد في ميون الغربية، كان عضوًا في الحزب الليبرالي، توفي في أكسفورد، عن عمر يناهز 67 عاماً.

## مناصب
تولى منصب عضو برلمان المملكة المتحدة الـ23 ‏ (24 نوفمبر 1885–26 يونيو 1886)
- عضو برلمان المملكة المتحدة الـ22 ‏ (31 مارس 1880–18 نوفمبر 1885)

.

## التعليم
تعلم في كلية الملك في لندن
.